# Montemurlo
(Dante Alighieri, Divina Commedia)
Montemurlo è un comune italiano di 19 104 abitanti della provincia di Prato in Toscana.

## Geografia fisica
Il comune di Montemurlo si trova a metà strada (8 km) tra Prato e Pistoia e si estende per circa 30,66 km². È posto ai margini tra l'appennino tosco-emiliano e la piana di Firenze-Prato-Pistoia.
Il punto più alto del comune è la cima del monte Le Cavallaie (976 metri). L'altitudine minima è di 43 metri, in corrispondenza della confluenza tra i fiumi Agna e Bure, che dà origine al fiume Calice, in località Oste.
È attraversato da numerosi piccoli corsi d'acqua, quali: il Meldancione, lo Stregale, il Funandola, dal torrente Bagnolo, dal torrente Agna, che segna il confine con il comune di Montale, e dal corso d'acqua Ficarello, che segna invece in parte il confine con il comune di Prato.
Il territorio comunale è classificato in un'area a rischio sismico e parte di esso fu l'epicentro del terremoto della Val di Bisenzio del 26 giugno 1899, che raggiunse la magnitudo 5,09 della scala Richter ed il VII grado della scala Mercalli.
- Classificazione sismica: zona 2 (sismicità medio-alta), Ordinanza PCM 3274 del 20/03/2003
- Classificazione climatica: zona D, 1 792 GG
- Diffusività atmosferica: bassa, Ibimet CNR 2002

## Storia

### Simboli
Stemma
Lo stemma è stato riconosciuto con D.P.C.M. del 15 marzo 1977.
Gonfalone
Il gonfalone è stato concesso con D.P.R. del 5 giugno 1957.

## Monumenti e luoghi d'interesse

### Architetture religiose
- Chiesa del Sacro Cuore (Montemurlo)
- Pieve di San Giovanni Decollato (Montemurlo), costruita fra il 1085 e il 1096, fu parzialmente rifatta nel XIII secolo
- Chiesa di Santa Maria Maddalena de' Pazzi
- Oratorio di San Girolamo e Santa Maria Maddalena dei Pazzi, fu interamente affrescato nel 1583–1584 dal fiammingo Giovanni Stradano con scene di notevole vivacità e fantasia narrativa.

### Architetture civili
- Villa del Barone
- Podere Galceto
- Villa di Galceto
- Villa Strozzi di Bagnolo
- Villa Pazzi al Parugiano

### Architetture militari
- Castello di Montemurlo

## Società

### Evoluzione demografica
Abitanti censiti

### Etnie e minoranze straniere
Al 1 gennaio 2023 la popolazione straniera è di 2.708 persone, pari al 14.17% dei residenti.

## Cultura

### Istruzione
Nel territorio del comune di Montemurlo sono presenti tre istituzioni scolastiche: l'Istituto Comprensivo di Montemurlo, l'Istituto Paritario "Ancelle del Sacro Cuore" e il Liceo artistico Umberto Brunelleschi.

### Biblioteche
La biblioteca comunale di Montemurlo è intitolata all'umanista fiorentino Bartolomeo della Fonte, ed è situata all'interno di Villa Giamari. La biblioteca si trova in via Bicchieraia, 5.
Al suo interno è presente anche l'archivio storico.

## Geografia antropica

### Frazioni

#### Bagnolo
Bagnolo è una frazione del comune di Montemurlo in provincia di Prato. Qui vi sono la chiesa di Santa Maria Maddalena de' Pazzi, la Villa Strozzi e la Villa di Galceto. Presso il paese è situata anche la Villa Pazzi con l'oratorio di San Girolamo.

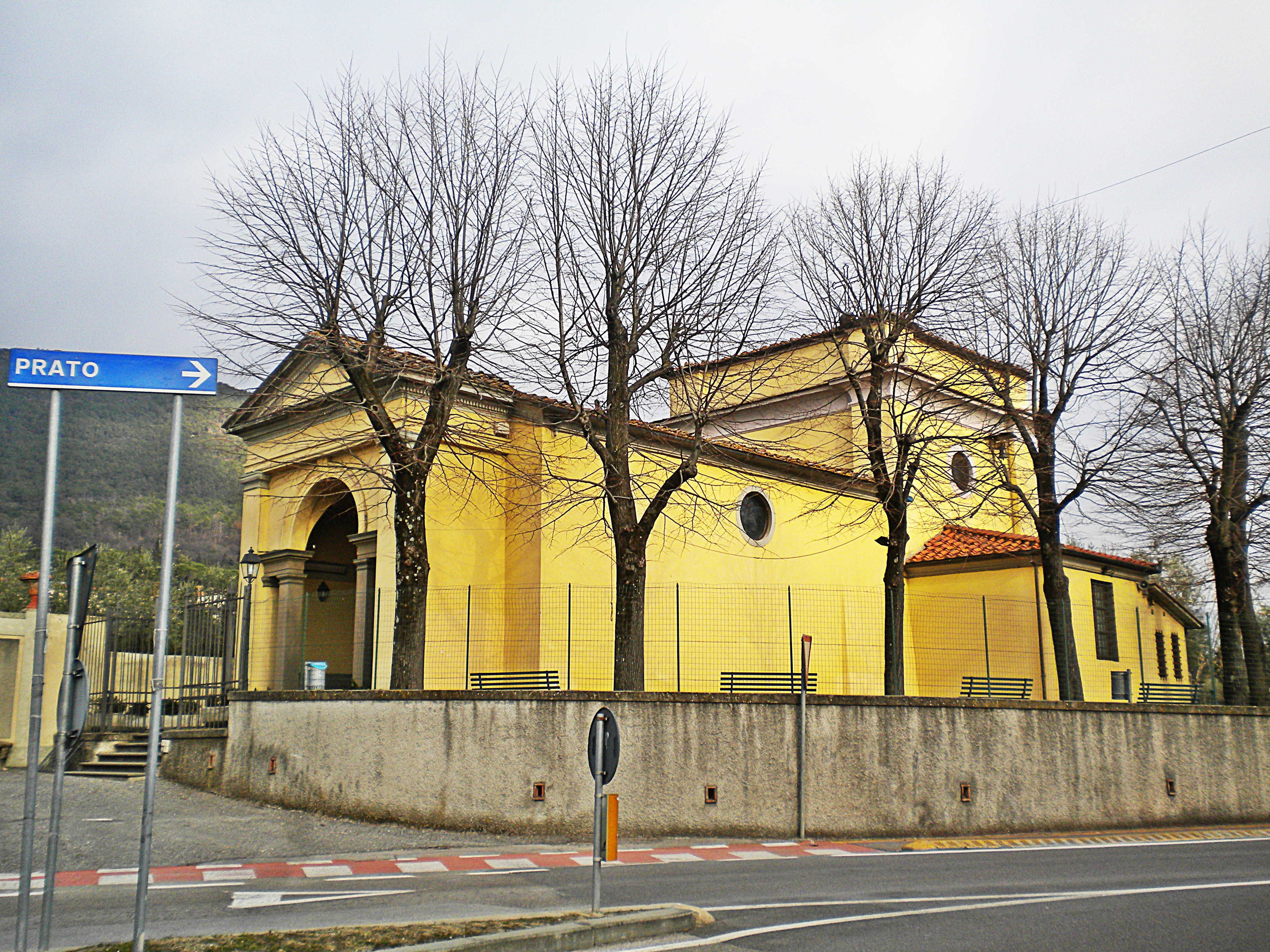
Chiesa di Santa Maria Maddalena de' Pazzi
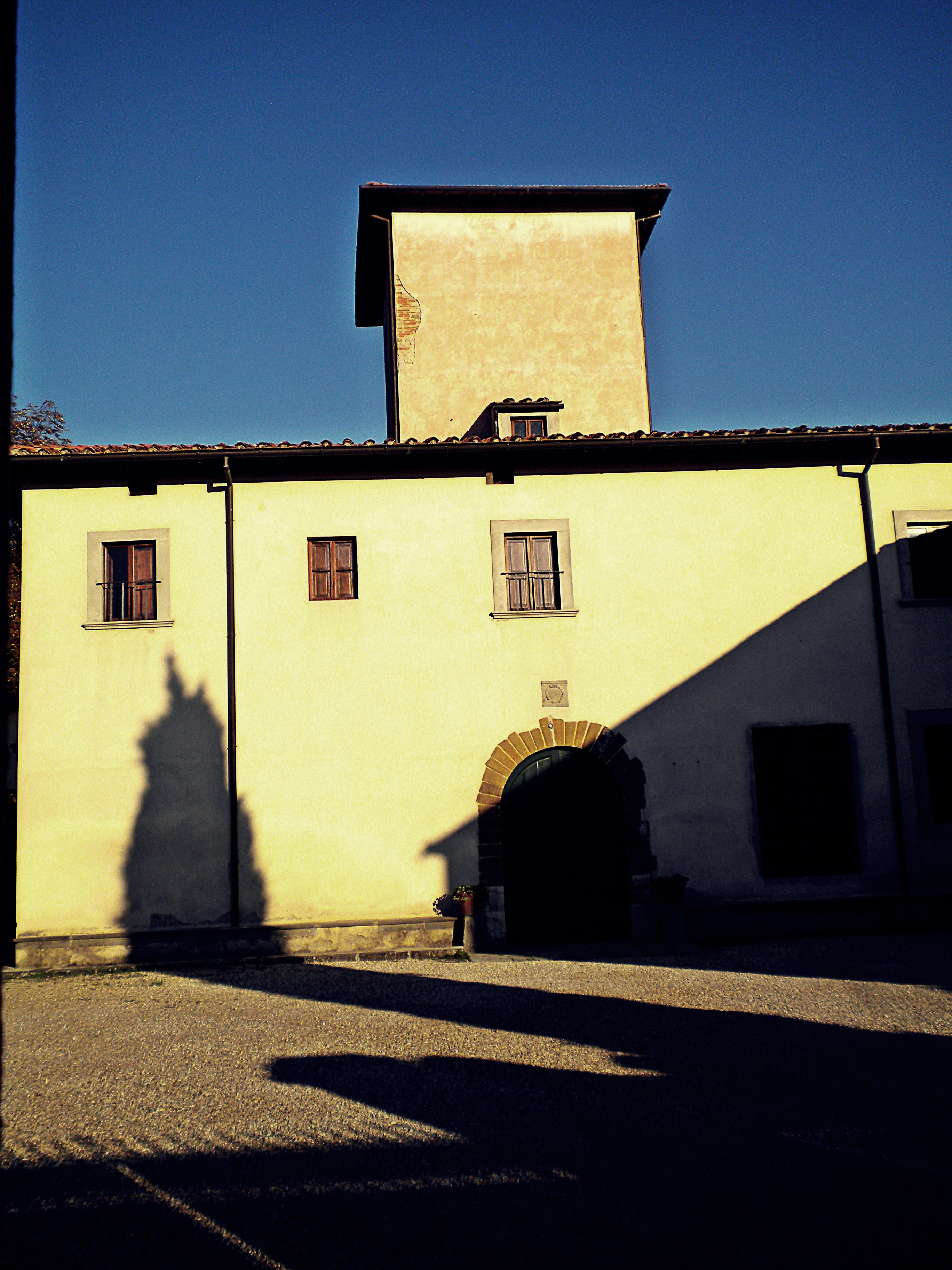
Fattoria di Palarciano
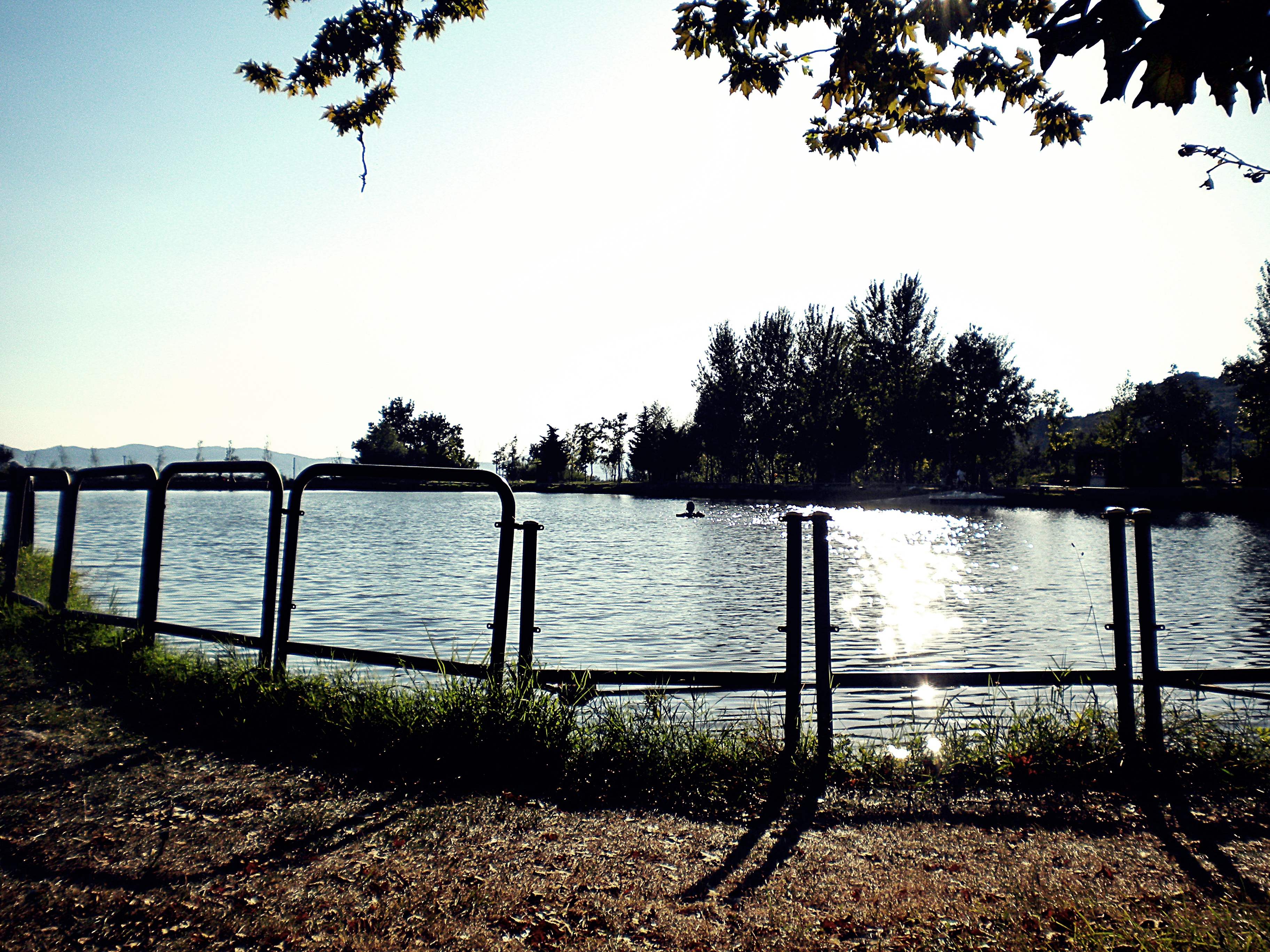
Lago di Bagnolo
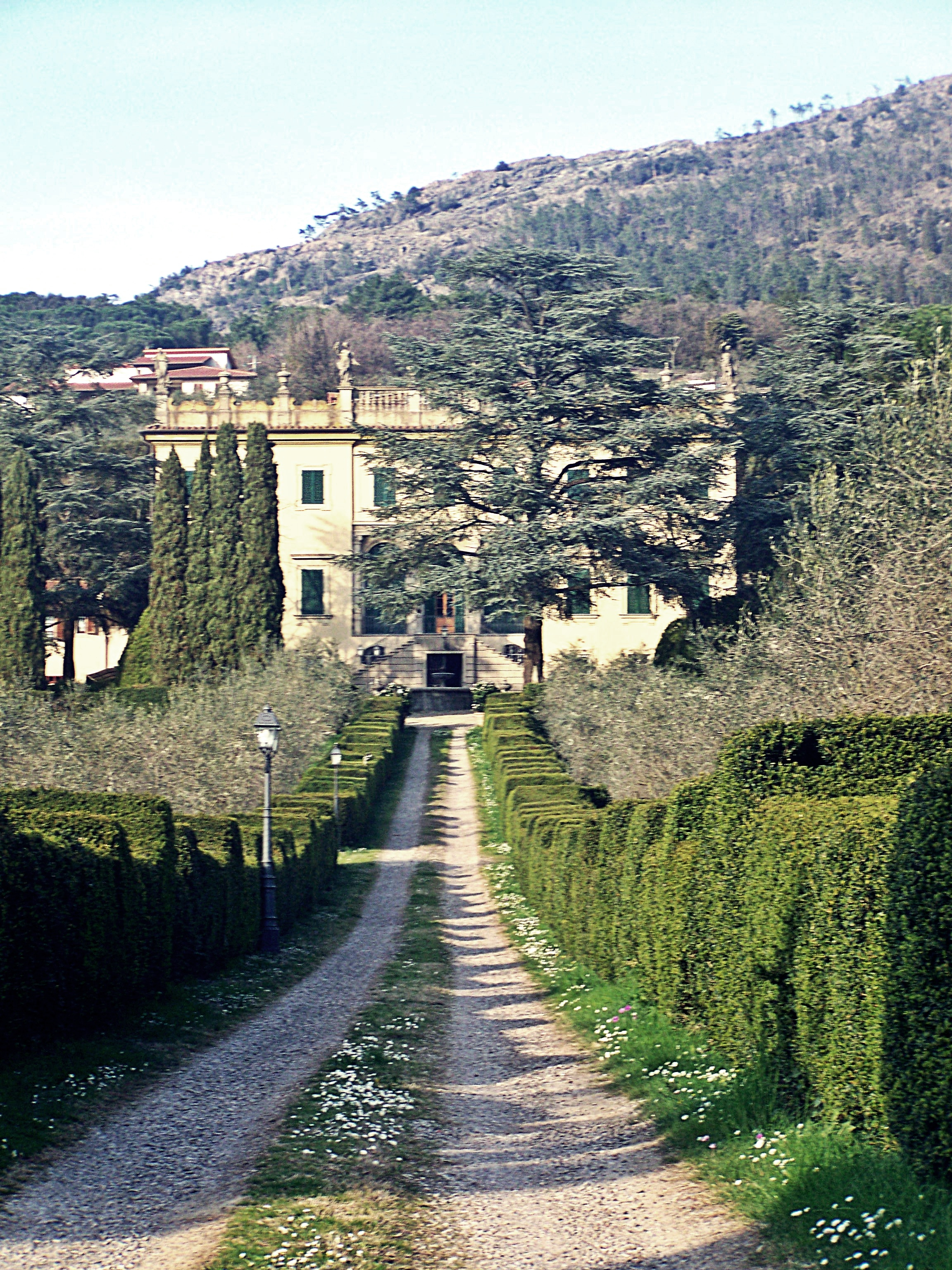
Villa di Galceto
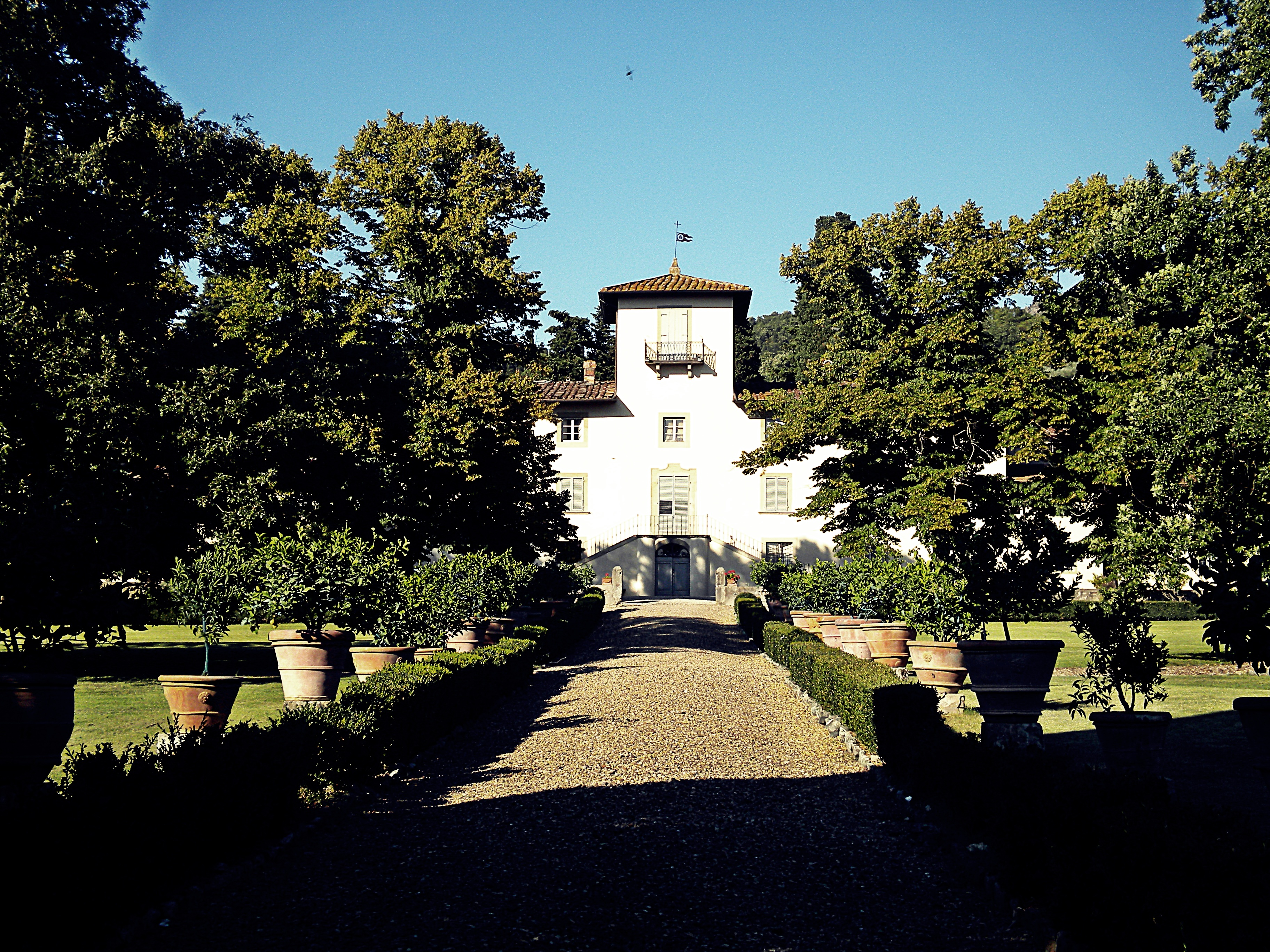
Villa Strozzi
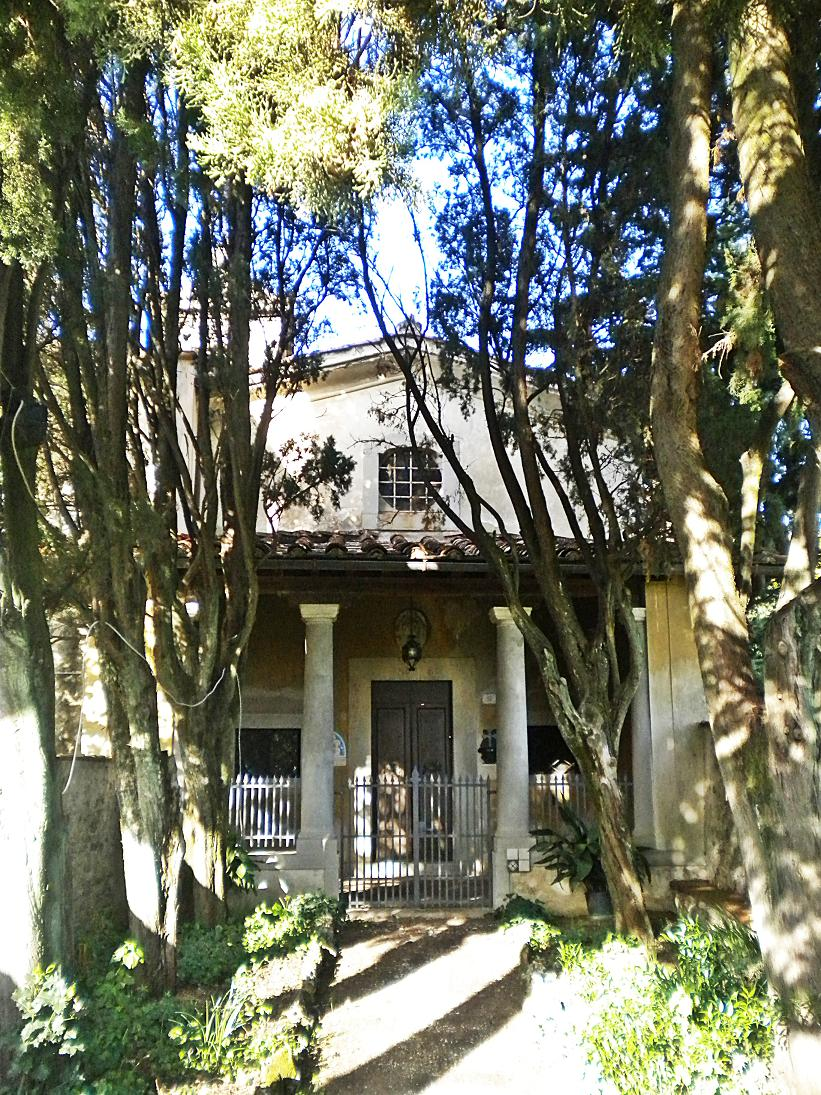
Oratorio di San Girolamo e Santa Maria Maddalena dei Pazzi
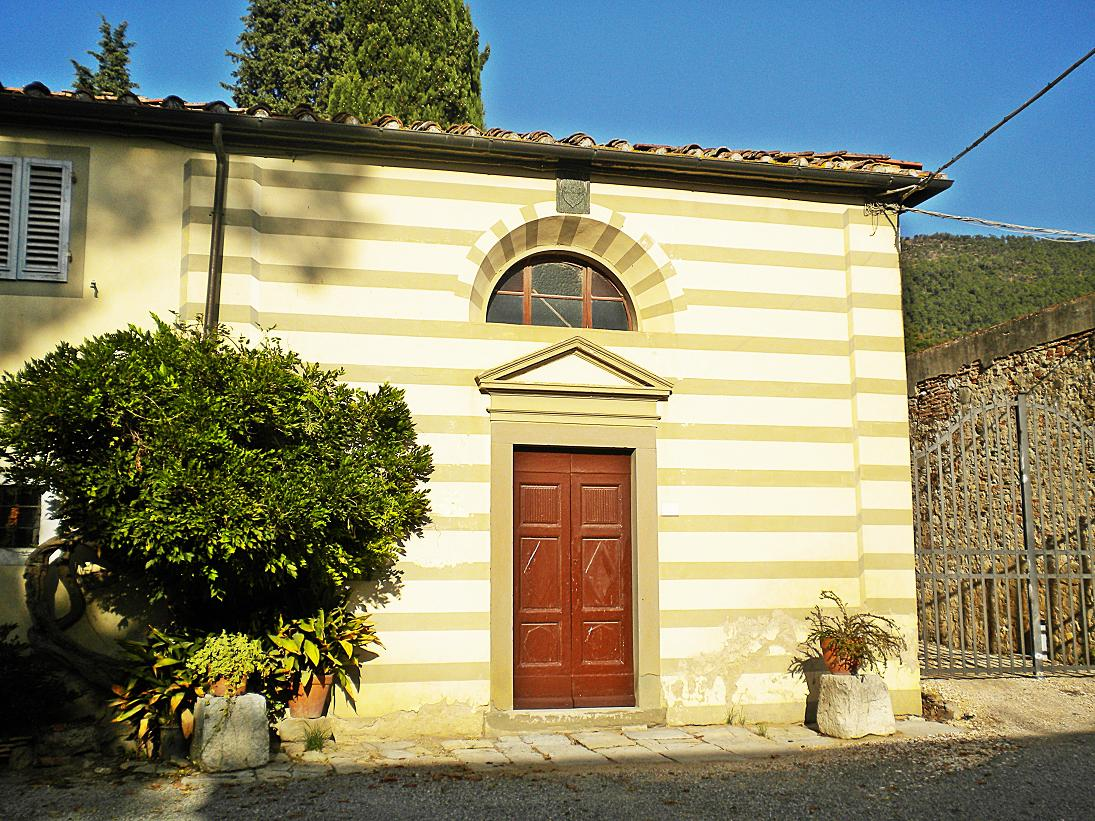
Oratorio di Santa Lucia

#### Oste
In questa frazione qui è presente la chiesa di Santa Maria Madre della Chiesa. Ogni ultima domenica del mese di maggio si tiene la festa patronale della Madonna. 
La frazione si presenta come zona abitativa e industriale.

## Amministrazione
Di seguito è presentata una tabella relativa alle amministrazioni che si sono succedute in questo comune.
| Periodo        | Periodo        | Primo cittadino | Partito                            | Carica  | Note  |
| -------------- | -------------- | --------------- | ---------------------------------- | ------- | ----- |
| 24 aprile 1995 | 14 giugno 1999 | Paolo Bianchi   | Partito Democratico della Sinistra | Sindaco | [ 9 ] |
| 16 giugno 1999 | 14 giugno 2004 | Ivano Menchetti | centro-sinistra                    | Sindaco | [ 9 ] |
| 14 giugno 2004 | 8 giugno 2009  | Ivano Menchetti | centro-sinistra                    | Sindaco | [ 9 ] |
| 8 giugno 2009  | 25 maggio 2014 | Mauro Lorenzini | centro-sinistra                    | Sindaco | [ 9 ] |
| 25 maggio 2014 | 27 maggio 2019 | Mauro Lorenzini | PdRC, PdCI, PD, IdV, SEL, PSI      | Sindaco | [ 9 ] |
| 27 maggio 2019 | 11 giugno 2024 | Simone Calamai  | Partito Democratico                | Sindaco | [ 9 ] |
| 11 giugno 2024 | in carica      | Simone Calamai  | Partito Democratico                | Sindaco | [ 9 ] |

### Gemellaggi
- Bir Lehlu
- Bovino

## Sport
Hanno sede nel comune la società di calcio Jolly Montemurlo SSD, disputante il campionato di Prima Categoria 2019-2020 e la società di pallacanestro A.S.D Montemurlo Basket, che milita in Serie D.